# 다카하시 겐지 (1970년)
다카하시 겐지(일본어: 高橋 健二 1970년 6월 5일~)는 일본의 전 축구 선수이다.

## 구단 경력
1994년 재팬 풋볼 리그의 NEC 야마가타(몬테디오 야마가타)에 입단하였다. 1999년 J2리그로 승격하였다. 2006년까지 416경기에 나서 39득점을 넣었다. 2006년후 현역 은퇴.

## 지도자 경력
2024년 6월 성적 부진으로 물러난 도다 가즈유키 감독을 대신해, SC 사가미하라의 감독으로 취임하였다.